# Église Saint-Clément de Vionville
L'église Saint-Clément de Vionville est une église située à Vionville dans le département de la Moselle en région Grand Est.

## Historique
L'église était à l'origine la propriété de l'abbaye de Gorze. La partie la plus ancienne est la tour du chœur de style gothique précoce avec abside semi-circulaire, qui a été construite au début du XIIIe siècle. Elle possède une baie de chœur voûtée dans son sous-sol et des fenêtres en dôme à l'étage supérieur. La tour a été élevée à l'époque baroque et possède un toit incurvé avec une lanterne. La nef a été construite au XIXe siècle. 
Le chœur et le clocher sont classés au titre des monuments historiques par arrêté du 21 mai 1898. 